# Александр Усик — Чазз Уизерспун
Александр Усик — Чазз Уизерспун — двенадцатираундовый рейтинговый боксёрский поединок в тяжёлом весе, дебютный поединок Усика в этой весовой категории. Бой состоялся 12 октября 2019 года на Wintrust Arena в Чикаго (штат Иллинойс, США), в андеркарде боя Дмитрия Бивола с Ленином Кастильо.

## Предыстория
После победы Александра Усика над Муратом Гассиевым, 21 июля 2018 года в поединке за титулы чемпиона мира в первом тяжёлом весе (до 91 кг) по версиям WBA Super, WBC, IBF, WBO и The Ring Усик заявил, что его следующей спортивной целью является завоевание чемпионских титулов по этим же версиям, в тяжёлой весовой категории и вызвал на бой британца Тони Белью, который на тот момент выступал в тяжёлом весе (свыше 91 кг). Несмотря на готовность Усика провести поединок в тяжёлом весе, Белью пожелал боксировать в первом тяжёлом весе, таким образом получив возможность оспаривать чемпионские титулы Усика. В итоге поединок состоялся 10 ноября 2018 года в Манчестере (Великобритания) проходил с переменным успехом, и завершился победой украинца нокаутом в 8-м раунде. 28 марта 2019 года Усик отказался от титула по версии WBA Super и перешел в супертяжелый вес. Первым соперником должен был стать бывший претендент на титулы чемпиона мира в супертяжёлом весе, 38-летний камерунский француз Карлос Такам. Бой планировалось провести 25 мая 2019 года в отеле MGM National Harbor в пригороде Вашингтона Оксон-Хилле, но позже бой был перенесен в Чикаго. 8 мая менеджер Эгис Климас сообщил что Усик травмировал бицепс и не сможет боксировать. Следующая дата боя была названа 12 октября, после долгого выбора соперников где фигурировали разные имена, выбор пал на уроженца Суринама из Нидерландов Тайрона Спонга — легенды кикбоксинга, который, однако, ещё ничего не добился в профибоксе. 8 октября стало известно, что Спонг провалил пробу на допинг и точно не сразится 12 октября в Чикаго. Сопромоутер и глава Matchroom Boxing Эдди Херн в срочном прядке нашел замену в лице местного ветерана Чазза Уизерспуна.

## Взвешивание
Александр Усик  (16-0, 12 КО) — 97.5 кг
Чазз Уизерспун (38-4, 29 КО) — 109,8 кг

## Ход боя
После спокойного начала боя Усик начал наращивать давление, и постепенно его преимущество стало очевидным. Уизерспун пропускал все больше ударов, но оставался на ногах. Рефери внимательно следил за боем, видимо, готовясь вмешаться и остановить бой, но после тяжелого седьмого раунда секунданты Уизерспуна сняли своего боксера с боя. Стоит отметить, что Уизерспун лишь за неделю до боя согласился на поединок с Усиком, заменив попавшегося на допинге Тайрона Спонга. В его организме был обнаружен препарат кломифен, который используется для лечения бесплодия у женщин. Известно также, что некоторые спортсмены употребляют его для восстановления после приема стероидов

## Статистика ударов
Основной источник:
Всего ударов:
Усик – 347/139 точных (40%)
Уизерспун – 208/21 точный (10%)
Джебы:
Усик – 224/53 (24%)
Уизерспун – 109/5 (5%)
Силовые удары:
Усик – 123/86 (70%)
Уизерспун – 99/16 (16%)